# Parque nacional Islas Lindeman
El parque nacional Islas Lindeman es un parque nacional en Queensland (Australia), ubicado a 885 km al noroeste de Brisbane.
El parque nacional Islas Lindeman forma parte de la Gran Barrera de Coral, Patrimonio de la Humanidad en Australia según la Unesco.
Véase también:
- Zonas protegidas de Queensland

- Datos: Q138096